# 28. конгрес Комунистичке партије Совјетског Савеза
У Москви је одржан 28. конгрес КПСС (2. јул 1990 – 13. јул 1990). Одржан је годину дана пре традиционалног распореда и показао се као последњи Конгрес Комунистичке партије Совјетског Савеза (КПСС) у историји партије. Приметно је да је овај конгрес показао отворени фракционизам: супротне ставове су заступале центристичка „платформа Централног комитета КПСС“ (која је подржавао Горбачов), либерална „Демократска платформа“ (која је укључивала Бориса Јељцина) и конзервативна „Марксистичка платформа“.
- Михаил Горбачов је поново изабран за генералног секретара са 3411 према 1116 гласова против. Горбачовљев изазивач, Тејмураз Авалиани, добио је 501 глас уз 4020 против.[2][3]
- Владимир Ивашко је изабран за заменика генералног секретара, победивши Јегора Лигачова.[3]
- Донет је нови Статут Партије, којим је формализован крај монопола власти КПСС најављеног на претходном Партијском конгресу.
- Горбачов је предложио пројекат Савез суверених држава.
- Борис Јељцин и неки други су иступили из странке након што група „Демократска платформа“ није успела да унапреди прелазак на парламентарну структуру организације, док „Марксистичка платформа“ није успела да се супротстави Горбачовљевим реформама „излечења социјализма капитализмом“.
- Конгрес није издао следећи Програм, већ је донео само Програмску декларацију.

Први пленум новог 28. Централног комитета одржан је 13-14. јула, а са изузетком Горбачова, изабран је потпуно нови 28. Политбиро.
Различите организације које су тврдиле да су наследнице КПСС одржале су конгресе настављајући нумерацију коју су успоставили ЦПСУ и њени претходници. Комунистичка партија Совјетског Савеза (1992) одржала је свој такозвани 29. Ресторативни конгрес КПСС 1992. године и прогласила КПСУ поново успостављеном. Слично томе, Савез комунистичких партија — Комунистичка партија Совјетског Савеза, основан 1993. године, такође је одржавао конгресе почевши од 29., а последњи је био 33. Конгрес.